# 菲利普·雷夫
菲利普·雷夫爵士（英語：Philip Reeve，1966年2月28日—) ，英國英格蘭小說家，是暢銷奇幻小說《移動城市系列》的作者。

## 延伸閱讀
- Keazor, Henry. . Böhn, Andreas; Möser, Kurt  (编). . 2010: 129 – 147. |issue=被忽略 (帮助)

## 外部連結
- 官方网站
- 菲利普·雷夫的英国文化协会文学专页
- 網路推理小說資料庫上的菲利普·雷夫
- 菲利普·雷夫在互联网电影资料库（IMDb）上的資料（英文）